# Толу (Кентуккі)
Толу (англ. Tolu) — переписна місцевість (CDP) в США, в окрузі Кріттенден штату Кентуккі. Населення — 81 особа (2020).

## Географія
Толу розташований за координатами 37°26′1″ пн. ш. 88°14′41″ зх. д. / 37.43361° пн. ш. 88.24472° зх. д. (37.433669, -88.244822).  За даними Бюро перепису населення США в 2010 році переписна місцевість мала площу 0,90 км², з яких 0,90 км² — суходіл та 0,00 км² — водойми.

## Демографія
Згідно з переписом 2010 року, у переписній місцевості мешкало 88 осіб у 39 домогосподарствах у складі 26 родин. Густота населення становила 98 осіб/км².  Було 55 помешкань (61/км²).
Расовий склад населення:
| - 98,9 % — білих |

До двох чи більше рас належало 1,1 %. Частка іспаномовних становила 0,0 % від усіх жителів.
За віковим діапазоном населення розподілялося таким чином: 14,8 % — особи молодші 18 років, 55,7 % — особи у віці 18—64 років, 29,5 % — особи у віці 65 років та старші. Медіана віку мешканця становила 55,3 року. На 100 осіб жіночої статі у переписній місцевості припадало 104,7 чоловіків;  на 100 жінок у віці від 18 років та старших — 108,3 чоловіків також старших 18 років.
Медіана доходів становила 21 000 доларів для чоловіків та 45 500 доларів для жінок. За межею бідності перебувало 17,9 % осіб, у тому числі 30,0 % дітей у віці до 18 років та 0,0 % осіб у віці 65 років та старших.
Цивільне працевлаштоване населення становило 148 осіб. Основні галузі зайнятості: освіта, охорона здоров'я та соціальна допомога — 24,3 %, роздрібна торгівля — 23,0 %, виробництво — 18,9 %.